# 洛川会议
洛川会议是1937年8月22日至8月25日，中国共产党中央委员会在陕西省洛川县城北10公里冯家村的一个私塾里召开的政治局扩大会议。洛川会议是中国共产党对自身在抗日战争中如何定位的问题上进行内部统一意见过程中的重要事件。会议通过了《中国共产党抗日救国十大纲领》，并在8月25日发布中央革命军事委员会命令，中国工农红军改编为八路军。会址现设有洛川会议纪念馆。

## 经过
据中共中央档案馆记录，洛川会议从8月22日开始，8月25日结束，议程分为四日。

### 8月22日
中共中央政治局成员毛泽东、张闻天、周恩来、朱德、任弼时、博古、關向應、凱豐、彭德懷、張國燾、劉伯承、賀龍、張浩、林彪、聶榮臻、羅榮桓、張文彬、肖勁光、林伯渠、徐向前、周建屏、傅鐘等23人出席了会议。张闻天主持会议。议程是“军事外交问题”。毛泽东代表中共中央政治局首先作了关于军事问题的报告，从“军事分区问题——战界问题”、“军委任务”、“巩固后方问题”、“军事教育——与前后方分工”四个方面进行阐述。他在报告中首先指出，抗日战争将是艰苦的持久战。红军在战争中的目标有五个，分别是创造根据地，牵制与消灭敌人，配合友军作战（战略支援任务），保存和扩大红军，以及争取民族革命战争领导权。他提出红军应当采取“独立自主的山地游击战争”为主要作战方式。其后毛泽东又作了关于国共两党关系问题的报告。他认为应当巩固扩大统一战线，同时要保持共产党在政治上、组织上的独立性，防止1927年国民政府清党事情重演，警惕国民党的反共倾向。毛泽东发言后，朱德和林伯渠对战界问题、军事组织和人员补充问题进行发言。任弼时对国共两党关系问题作了发言。张闻天对毛泽东的军事方针做了明确的支持和论证。其他与会者也分别发言。

### 8月23日
张闻天，毛泽东，博古，周恩来，张国焘，彭德怀，朱德，任弼时等中共中央政治局常委出席了会议。主要议程为党内人事安排问题。讨论了“前方军分会名单”、“各分部军政委”、“西路军问题”、“政治部问题”等。

### 8月24日
与会名单同22日。张闻天首先作国内外政治形势的分析报告。报告分析了日本侵略中国的原因，以及国民党内部各派别（左、中、右派）对抗日战争的态度。接下来他又分析了地方党政军和国内群众对抗战的态度。报告中分析了中国当前的战争局势，阐述了英国、美国、德意志和苏联对中国抗战局势的态度和采取的应对策略。然后总结全面抗战和持久战的必然性和必要性，提出坚持抗日十大纲领，反对民族失败主义。

### 8月25日
会议最后一日。会议通过了《中央关于目前形势与党的任务的决定》、《中国共产党抗日救国十大纲领》和《为动员一切力量争取抗战胜利而斗争》三项决议。会议决定成立新的中共中央革命军事委员会，毛泽东为主席（书记），朱德、周恩来为副主席（副书记），毛泽东、朱德、周恩来、彭德怀、任弼时、贺龙、林彪、刘伯承、张浩、叶剑英、徐向前等11人为委员。

## 主要议题
洛川会议的主要议题有二。其一是与国民党的关系问题，其二是对日作战具体要如何打的军事问题。会议上主要形成了两种意见。洛甫、林彪、凯丰和毛泽东的意见包括：对国民党应当保持“防人之心不可无”的态度，必要时应当减缓红军出动的脚步，将立刻全体出动改为先部分出动，压迫国民党承认共产党和边区的地位。红军出动脚步快慢不会影响红军的声望。此外，蒋中正对共产党以及红军的看法不会改变，必然以控制和削弱红军为目的。立刻全部出动只会进入蒋的圈套，而分批出动，先出动一个师，对共产党有利。毕竟战争是长期的，先出动和后出动的军队都要打仗。主要作战形式应当是“独立自主的山地游击战争”，“包括有利条件下消灭敌人兵团与在平原发展游击战争”。彭德怀、朱德、周恩来、刘伯承则认为，红军不应当拘泥于宣言和边区组织的地位，而应当顺应局势和人民的需求，及早出动，避免过迟出动而导致政治上的被动。过分警觉，靠大批红军留守边区来保证国民党不侵犯边区是不对的。红军的基本任务是赴前线打胜仗，鼓舞士气，山地运动战固然重要，但也可以打运动战。应当将运动战和游击战紧密结合。:87-88
中国共产党决策层并没有在这次会议上达成完全的共识，但最後的决定宣言，内容还是以毛泽东一派的意见为主。其中作出了一部分有限的让步。同时在对国民党关系的问题上，确立了基本的谈判方针。可以作出有原则的让步，在具体形式上做出妥协，但要全力保持党和红军的自主性和独立性。

## 指示紅軍的基本任務
關于軍事問題，毛澤東指出，抗日戰爭將是一場艱苦的持久戰，紅軍的基本任務是：“創造根據地，牽制消滅敵人，配合國民黨軍作戰（主要是戰略配合），保存和擴大紅軍，爭取共產黨對「民族革命」戰爭的領導權。”
郭华伦《中共史论》第四册第九页则记载毛泽东的主张为：“中日之战，是本党发展的绝好机会，我们决定的政策是百分之七十是发展自己，百分之二十作为妥协，百分之十对日作战。”这一说法被广泛运用，并衍生出多种类似版本。但斯坦福大学历史教授莱曼·范斯莱克认为毛泽东从未说过这样的话。但同时范斯莱克表示，在某些时刻某些地方，中共的实际行为接近于这种力量划分。
张国焘《我的回忆》 在记载发生在一九三七年八月二十日洛川会议时，该书387页这样写道：
他认为日本军事势力远胜中国，抗战绝无幸胜之理。前此中共强调武力抵抗日本，并不是认为就此可以打胜，而是为解决国内矛盾所必需。
他（毛泽东）警告会众不要为爱国主义所迷惑，不要到前线去充当抗日英雄；要知道日本的飞机大炮所能给予我们的危害，将远过于蒋介石以前所给予我们的危害。它主张八路军应该坚持游击战争，避开与日军的正面冲突，避实就虚，绕到日军的后方去打游击，主要任务是扩充八路军的实力，并在敌人后方建立中共所领导的抗日游击根据地。
毛泽东接着强调中央和八路军应该绝对的维持独立自主。他说明八路军从后仍应完全遵照中共中央军委会的指示行事，南京国民党军事委员会和各战区司令长官对八路军有任何命令，都应先报告延安，听候处断。凡是不利于八路军的任何命令概应用各种藉口，予以推脱。

我当场听了张闻天、毛泽东的言论，觉得他们把底牌揭开了，抗日民族统一战线的政策遭到蹂躏，民族大义也不受重视，抗日烈火也没有改变着两个自私的阴谋家的心肠。我决定不过后果、仗义执言，首先指责张闻天的谬论。…中共既然与蒋介石同舟共济，就不能有别的选择，只有推动他们抗战到底，影响他在内政上实施若干改革和求得进步。根据目前情况，蒋介石若失败，中共也难逃失败的厄运，因为彼此命运是连在一起的。

## 抗日救国十大纲领
洛川会议通过了《中国共产党抗日救国十大纲领》。十大纲领是：（一）打倒日本帝国主义；（二）全国军事的总动员；（三）全国人民的总动员；（四）改革政治机构；（五）抗日的外交政策；（六）战时的财政经济政策；（七）改良人民生活；（八）抗日的教育政策；（九）肃清汉奸卖国贼亲日派，巩固后方；（十）抗日的民族团结。

## 後續發展
洛川会议后，中共中央发布了改红军为八路军的命令，开始抗日战争期间的国共合作。同年9月八路军改称国民革命军第十八集团军，下辖115师、120师、129师共三个师。